# Tønsberg
 For alternative betydninger, se Tønsberg (flertydig). (Se også artikler, som begynder med Tønsberg)
Tønsberg er en by i  Vestfold og Telemark fylke i Norge. Kommunen grænser i vest mod Sandefjord, i nordvest mod Re, i nord mod Horten, i øst mod Oslofjorden, og i syd mod Færder. Mange arbejdstagere pendler fra Tønsberg til Oslo. Tønsberg er Norges ældste by, grundlagt i 871. Tønsberg kommune har 	42.276  indbyggere (pr. 2016). Tønsberg by omfatter også nordre del af nabokommunen Nøtterøy og har 47.465 (2010) indbyggere. Det gør den til Norges tiendestørste by. Petter Berg fra Høyre har været byens borgmester siden 2009. 
I forbindelse med regeringen Solbergs kommunereform vedtog Stortinget 8. juni 2017 at Tønsberg og Re kommuner slås sammen fra 1. januar 2020.

## Historie
Tønsberg er en middelalderby og er regnet som Norges ældste by; ifølge Snorre var byen grundlagt før år 871. 
Osebergskibet, Norges mest spektakulære arkæologiske fund, er gravet frem i Slagendalen, og fundstedet, Oseberghaugen, er tilrettelagt for besøgende. Skibet er nu udstillet i Bygdø i Oslo.
Godset Jarlsbergs hovedgård ligger 3 km nordvest for byen.
På slotsfjeldet ved Tønsberg ligger ruinerne af det tidligere kongeslot Tunsberghus.
I byen ligger også ruinerne af Olavsklostret, som stammer fra 1100-tallet.

## Kultur
Kommunen har et rigt foreningsliv inden for idræt, kultur, fritids, religion, og tæller bl.a. Tønsberg og Omegn Turistforening, Tønsberg Salsaklubb og Tønsberg og Omegn Travforening. Tønsberg har også jazzklubben Urijazz samt flere skole- og musikkorps, blandt andet Tønsberg Janitsjarkorps og Tønsberg Musikkorps av 1919. Derudover findes der er det flere teatergrupper, deriblandt amatørteatrene Tønsberg amatørteater og Sjøbodteateret, med fast tilholdssted på scenen i Papirhuset teater, foruden friteateret Thesbiteateret og det profesjonelle turneteateret Teater Ibsen med base i Skien.  
Derudover findes Slottsfjellsmuseet og Haugar Vestfold Kunstmuseum.
Tønsberg og Færder bibliotek i Tønsberg centrum er fælles folkebibliotek for Tønsberg og Færder kommuner.
Siden 1968 er der hvert år i maj måned blevet afholdt handelsmessen Tønsbergmessa i park- og halområdet i Frodeåsen. Siden 1988 har man med ujævne mellemrum afholdt Tønsberg Middelalderfestival i maj eller juni måned, som er et middelaldermarked, der især er henvendt til skoler, børn og unge.
I Oseberg kulturhus afholde koncerter og andre forestillinger. Siden 2003 har der været afholdt en årlig musikfestival for rock og pop op Slottsfjellet, kaldet Slottsfjellsfestivalen. Den har vokset sig til en af Norges største festivaler med knap 30.000 besøgende  over tre dage i midten af juli.
I juni er afholdes mange klassiske musikarrangementer i Tønsberg-distriktet i forbindelse med Vestfoldfestspillene (Tønsberg Klassisk). Litteraturuka i Vestfold er blevet afhodlt i november siden 1997 med fokus på oplæsning og bogarrangementer.

## Galleri
- Ruinerne af Olavskirken, den eneste rundkirke i Norge, tilhørende Præmonstratenser-ordenen.
- Tønsberg domkirke, opført i 1859.